# Raymonde Rolly
Raymonde Marthe Andrée Rolly, épouse Beer, était une résistante calédonienne durant la Seconde Guerre mondiale.

## Biographie
Née le 17 février 1917 à Koné, en Nouvelle-Calédonie (actuelle Province Nord), Raymonde Rolly est la fille d'Héloïse Clavier et d'Henry Rolly. Elle commence sa carrière en tant que conductrice à Nouméa. Elle y assure le transport de courrier et de personnes pendant quatre ans. Elle travaille également en tant que secrétaire.
Elle quitte l'archipel le 14 février 1941 pour rejoindre le quartier général de la France libre à Londres. Sa première étape se fait à bord d'un cargo chargé de coprah, le Suva. Ce cargo est poursuivi par un navire allemand, qui parvint à couler deux bateaux dédiés au nickel calédonien. Grâce à de nombreux changements de trajectoire, le Suva finit par semer le bateau ennemi et arrive en Australie à la suite de dix-sept jours de voyage. Avant d'atteindre Londres, son navire fera escale en Nouvelle-Zélande, à New Plymouth puis à Wellington.
Raymonde Rolly est alors en compagnie de Raymonde Jore, dont elle est amie. Elles laissent derrière elles cent cinquante autres femmes qui souhaitaient également rejoindre le Corps Féminin des Volontaires françaises. En raison du danger du voyage, seules les deux premières engagées avaient été autorisées à partir.
Une fois à Londres, Raymonde Rolly et Raymonde Jore deviennent conductrices au service des officiers du Général de Gaulle, puis sténodactylographes.
Le 5 février 1942, le tribunal militaire permanent de Saïgon impose une peine de vingt ans de travaux forcés à Raymonde Rolly pour avoir été complice de « livraison de territoire » à une puissance étrangère. Elle ne purgera bien sûr pas cette peine, qui sera rendue obsolète par la fin de la guerre.
En 1943, vingt mois après son arrivée en Europe, Raymonde Rolly est mutée au Nigeria. Elle a alors le grade de caporal. Elle y épouse le médecin Herman Beer, né à Oslo, le 13 février 1943.
Elle retourne sur le territoire calédonien en 1946, à bord du Sagittaire, avec les engagés calédoniens. Elle devient enseignante.
Elle passe sa retraite à Tahiti avec son mari et meurt le 11 juillet 1988.

## Distinction
Elle a donné son nom à une rue du quartier de Kaméré à Nouméa.